# Цаунер (кондитерская)
Кондитерская-кофейня «Ца́унер» (нем. Konditorei-Kaffee Zauner) — одна из ведущих кондитерских в Австрии, находится в городе Бад-Ишле.
Кондитерская «Цаунер» появилась в переулке Пфарргассе в 1832 году и носит имя венского придворного кондитера и виноторговца Иоганна Цаунера, который переехал в Бад-Ишль, чтобы обслуживать императорскую семью, проводившую там летние месяцы. Любительница сладкого, императрица Сиси часто бывала в кофейне.
Кондитерская продолжала и в дальнейшем оставаться семейным предприятием Цаунеров, которые в 1927 году открыли кафе «Эспланада Цаунер», ставшее любимым местом встреч знаменитых композиторов Франца Легара, Лео Фалля, певцов Лео Слезака и Рихарда Таубера, а также многих писателей. По легенде Франц Легар оплачивал свои счета в кофейне наскоро сочинёнными песенками.
Вскоре после Второй мировой войны на работу в кондитерскую «Цаунер» устроился знаменитый немецкий кондитер Рихард Курт, впоследствии женившийся на приёмной дочери Цаунеров. При Курте кондитерская обрела дополнительную известность. Работая в кондитерской «Цаунер», Курт создал рецепт своих знаменитых ишльских тортиков. После смерти Курта кондитерской управляла его жена. В 1982 году она вернула себе фамилию Цаунер и в 1987 году усыновила Йозефа, который также стал знаменитым кондитером, занимается преподавательской деятельностью и работает на телевидении.